# Səbətlər
Səbətlər è un comune dell'Azerbaigian situato nel distretto di Quba. Conta una popolazione di 1 296 abitanti.